# Полача (Книн)
Полача (хорв. Polača) — населений пункт у Хорватії, у Шибеницько-Книнській жупанії у складі міста Книн.

## Населення
Населення за даними перепису 2011 року становило 210 осіб.
Динаміка чисельності населення поселення:

## Клімат
Середня річна температура становить 11,95 °C, середня максимальна – 26,41 °C, а середня мінімальна – -3,12 °C. Середня річна кількість опадів – 975 мм.
| Клімат поселення                              | Клімат поселення | Клімат поселення | Клімат поселення | Клімат поселення | Клімат поселення | Клімат поселення | Клімат поселення | Клімат поселення | Клімат поселення | Клімат поселення | Клімат поселення | Клімат поселення | Клімат поселення |
| Показник                                      | Січ.             | Лют.             | Бер.             | Квіт.            | Трав.            | Черв.            | Лип.             | Серп.            | Вер.             | Жовт.            | Лист.            | Груд.            |                  |
| Середній максимум, °C                         | 8,97             | 9,64             | 12,81            | 16,67            | 21,37            | 25,06            | 26,41            | 26,35            | 21,59            | 16,92            | 11,56            | 8,57             |                  |
| Середня температура, °C                       | 2,93             | 3,60             | 6,76             | 10,62            | 15,30            | 19,01            | 22,03            | 21,97            | 17,22            | 12,54            | 7,19             | 4,20             |                  |
| Середній мінімум, °C                          | −3,12            | −2,46            | 0,72             | 4,56             | 9,26             | 12,96            | 17,65            | 17,59            | 12,84            | 8,16             | 2,81             | −0,18            |                  |
| Норма опадів, мм                              | 76               | 70               | 76               | 84               | 72               | 73               | 52               | 63               | 89               | 102              | 119              | 99               |                  |
| Середньомісячна швидкість вітру, м/с          | 1.60             | 1.85             | 2.09             | 2.09             | 1.89             | 1.68             | 1.67             | 1.54             | 1.58             | 1.61             | 1.82             | 1.81             |                  |
| Середньомісячна сонячна радіація, кДж/м²·день | 5232             | 7961             | 11574            | 16041            | 19909            | 22383            | 24009            | 20889            | 15684            | 10140            | 5655             | 4466             |                  |
| --------------------------------------------- | ---------------- | ---------------- | ---------------- | ---------------- | ---------------- | ---------------- | ---------------- | ---------------- | ---------------- | ---------------- | ---------------- | ---------------- | ---------------- |
| Джерело:                                      |                  |                  |                  |                  |                  |                  |                  |                  |                  |                  |                  |                  |                  |